# David de Sousa (Musiker)

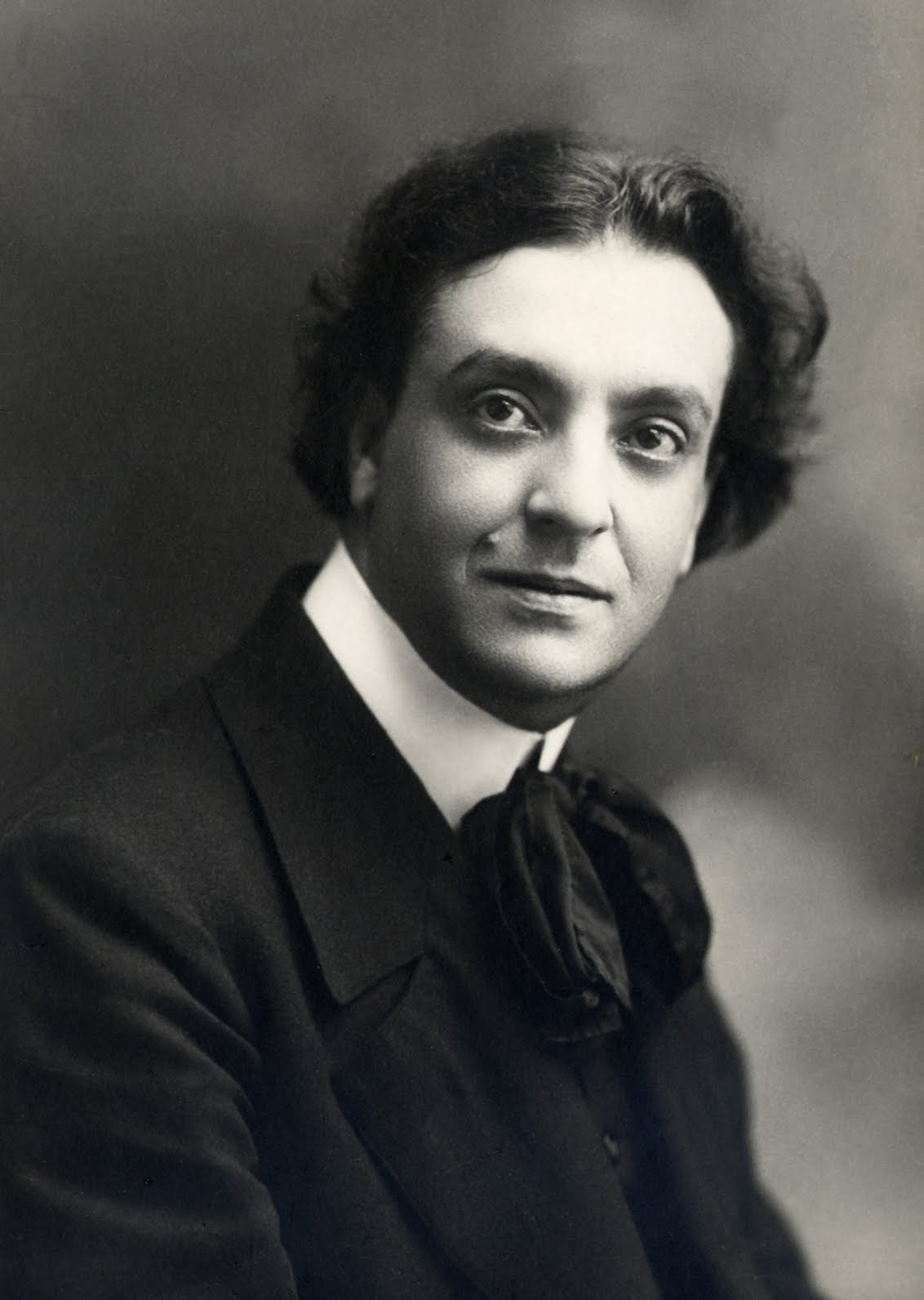
David de Sousa, um 1900

David de Sousa (* 6. Mai 1881 [abweichend 1880] in Figueira da Foz; † 3. Oktober 1918 ebenda) war ein portugiesischer Violoncellist, Dirigent und Komponist.

## Werdegang

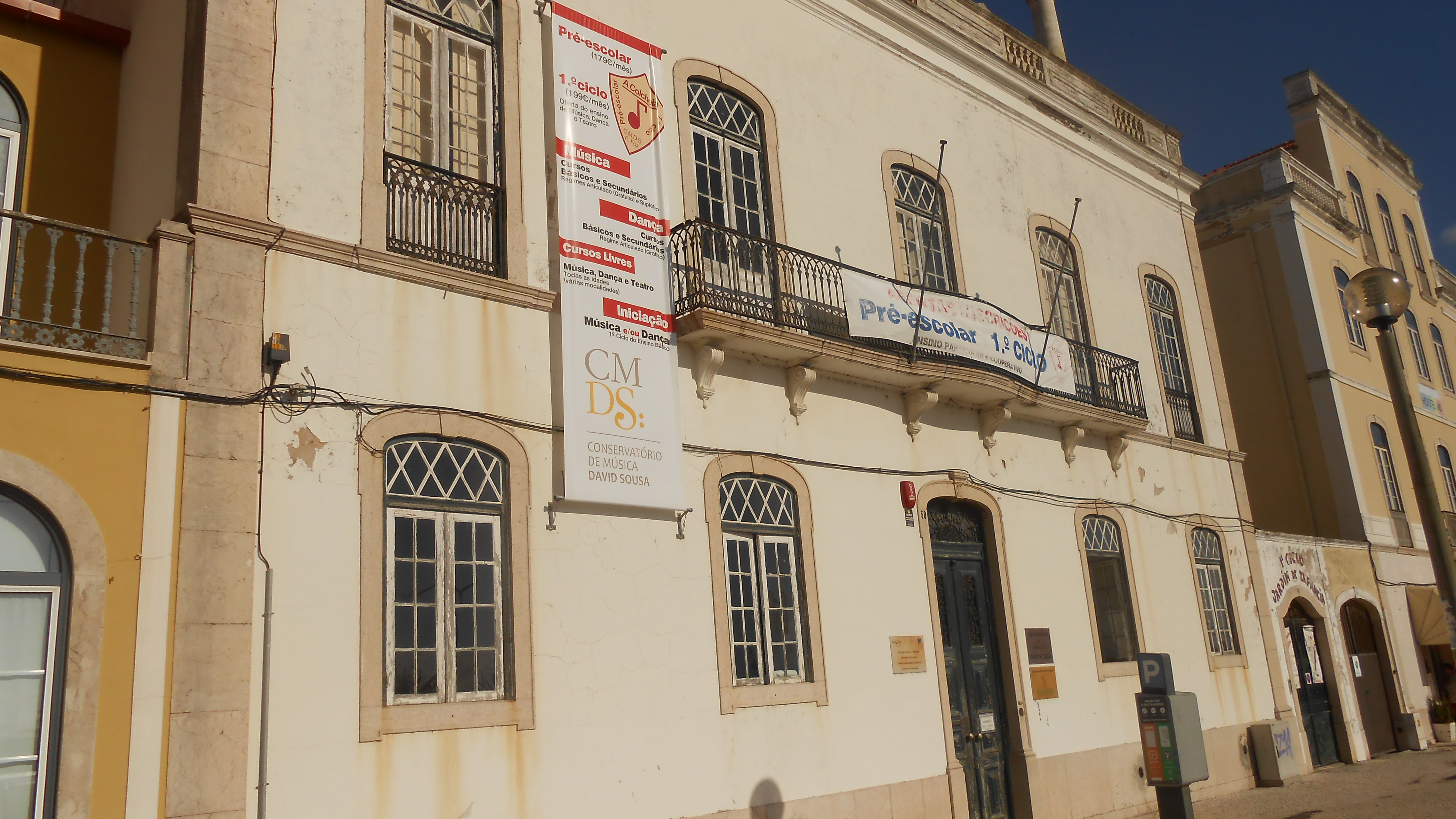
Die Musikschule Conservatório de Música David de Sousa unweit der Markthalle von Figueira a Foz

Sousa studierte am Conservatório Nacional de Lisboa Violoncello bei Eduardo Wagner und Komposition bei Freitas Gazul. 
Ein Stipendium des portugiesischen Staates ermöglichte ihm ab 1904 Studien bei Julius Klengel. 1907 schrieb sich Sousa am Leipziger Konservatorium ein und erhielt dort neben den Stunden bei Klengel auch Theorieunterricht  bei Stephan Krehl. 1908 verließ er das Konservatorium.
Nach Rückkehr in seine Heimat debütierte er 1913 als Dirigent am Nationaltheater in Lissabon und wurde kurz darauf zum Hauptdirigenten des Lissabonner Symphonieorchesters ernannt. Ab 1916 unterrichtete er Violoncello und Orchester. Schülerin war unter anderen die Cellistin Guilhermina Suggia.
Er starb im Oktober 1918 an einer Lungenentzündung.